# موسی بن علی بن رباح
موسی بن علی بن رباح (عربی: أبو عبد الرحمن موسى بن علي بن رباح اللخمي؛ حدود ۷۰۷ – ۷۷۹/۷۸۰) فرمانروای مصر در دوران خلافت عباسی بود.